# DRL (ゲーム)

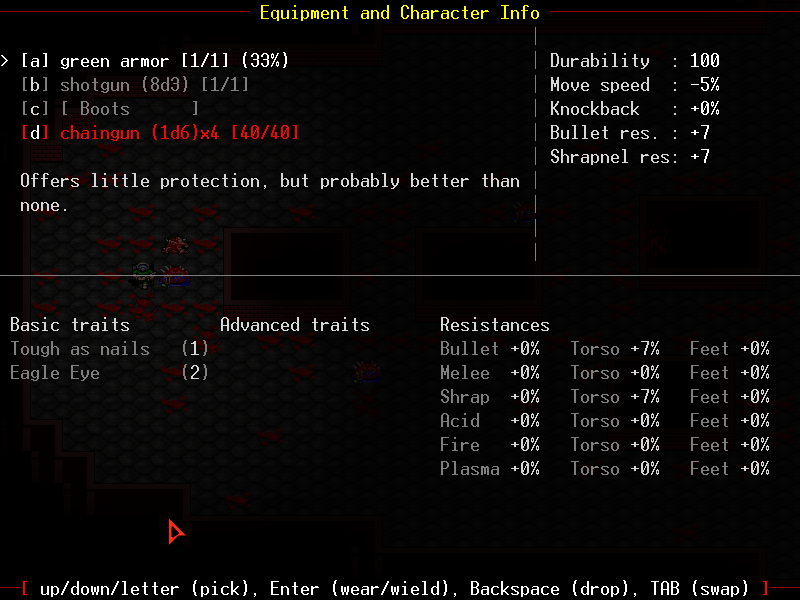
装備とキャラクター情報画面のスクリーンショット。

『DRL』（旧称DoomRL、Doom, the Roguelikeの略）は、ファーストパーソン・シューティングゲーム『Doom』および『Doom II』をベースとしてChaosForgeが開発したローグライクゲーム。2002年から開発が開始され、Microsoft Windows、Linux、OS X用に公開されている。「Doom」の商標所有者であるゼニマックス・メディアからの停止通知を受けて、2016年にゲームの名称が『DRL』に変更された。 

## ゲームプレイ
DRLはターン制であり、ASCII文字のみで構成されたトップダウン型のインターフェイスを提供し、特性を持つキャラクターのレベリングシステムを備えている。Doomをベースとしているため、このゲームはローグライクゲームとしては通常よりもテンポが速く、戦闘指向であり、近接戦闘ではなく遠距離戦闘に大きく依存している。限られたプレイヤーのインベントリ、積み重ね不可能なアイテム、およびその他のデザインの選択は、このジャンルのゲームに多く見られる極端な複雑さと対照的である。 
バージョン0.9.9.6では、デレク・ユーのグラフィカルなタイルセットがゲームのデフォルトになり、より伝統的なASCIIレンダリングに代わるものを提供している。DRLには、Doomの全サウンドセットとミュージックライブラリが含まれており、オプションで高品質のMP3をサポートしている。 

## 歴史

### 開発
このゲームは、プログラマーのKornel KisielewiczがFree Pascalで制作したもので、デレク・ユーのアートを使用している。開発者は、人気のファーストパーソン・シューティングゲーム『Doom』および『Doom II』ユニバースをDRLのベースにしている。2002年頃に最初のベータ版が開発されて以来開発が続けられ、最新の安定版リリースは2013年に公開された。 

### ワードマークの競合
2016年12月2日、Kisielewiczはゼニマックス・メディアから、ゼニマックスが世界中で商標登録しているゲームのWebサイトと名前に存在するワードマーク「Doom」の使用について、停止通知を受け取った。ゲーム名から「Doom」を除外するために、2016年12月7日にタイトルを単に『DRL』と変更した。 

### オープンソース化
さらに、2016年12月6日にKisielewiczが本作をオープンソースにした。停止通告を受け取る前はKisielewiczは同じアセットを使用したDoomRLの続編『Jupiter Hell』のKickstarterで進行中のクラウドファンディングキャンペーンの終了時に支援者へのお礼として、DoomRLをオープンソースとして公開することを予定していた。通知により、彼は予定を前倒しした。ソースコードはGPLv2の下でGitHubを介して利用可能になり、ゲームのアセットはCC BY-SAライセンスの下で利用可能になった。Kisielewiczは、オープンソースのコミュニティがDRLとJupiter Hellの両方を強化するためのサポートと改善を提供できることを期待している。たとえば、携帯型端末OpenPandoraへのDRLのコミュニティソース移植は、3日後に行われた。

## 評価
2014年、PCGamerはDRLを「2つのクラシックの見事なマッシュアップ」と表現し、「今すぐ無料でプレイできるファンによる最高のクラシックリメイク10選（Ten top fan remade classics you can play for free right now）」に選んだ。